# ريتشارد إم. كوبر
ريتشارد إم. كوبر هو قاضي وسياسي أمريكي، ولد في 29 فبراير 1768 في مقاطعة غلوستر في الولايات المتحدة، وتوفي في 10 مارس 1843 في كامدن في الولايات المتحدة. انتخب عضو جمعية نيوجيرسي العامة ‏ وانتخب عضو مجلس النواب الأمريكي ‏.